# ホルヒ・830

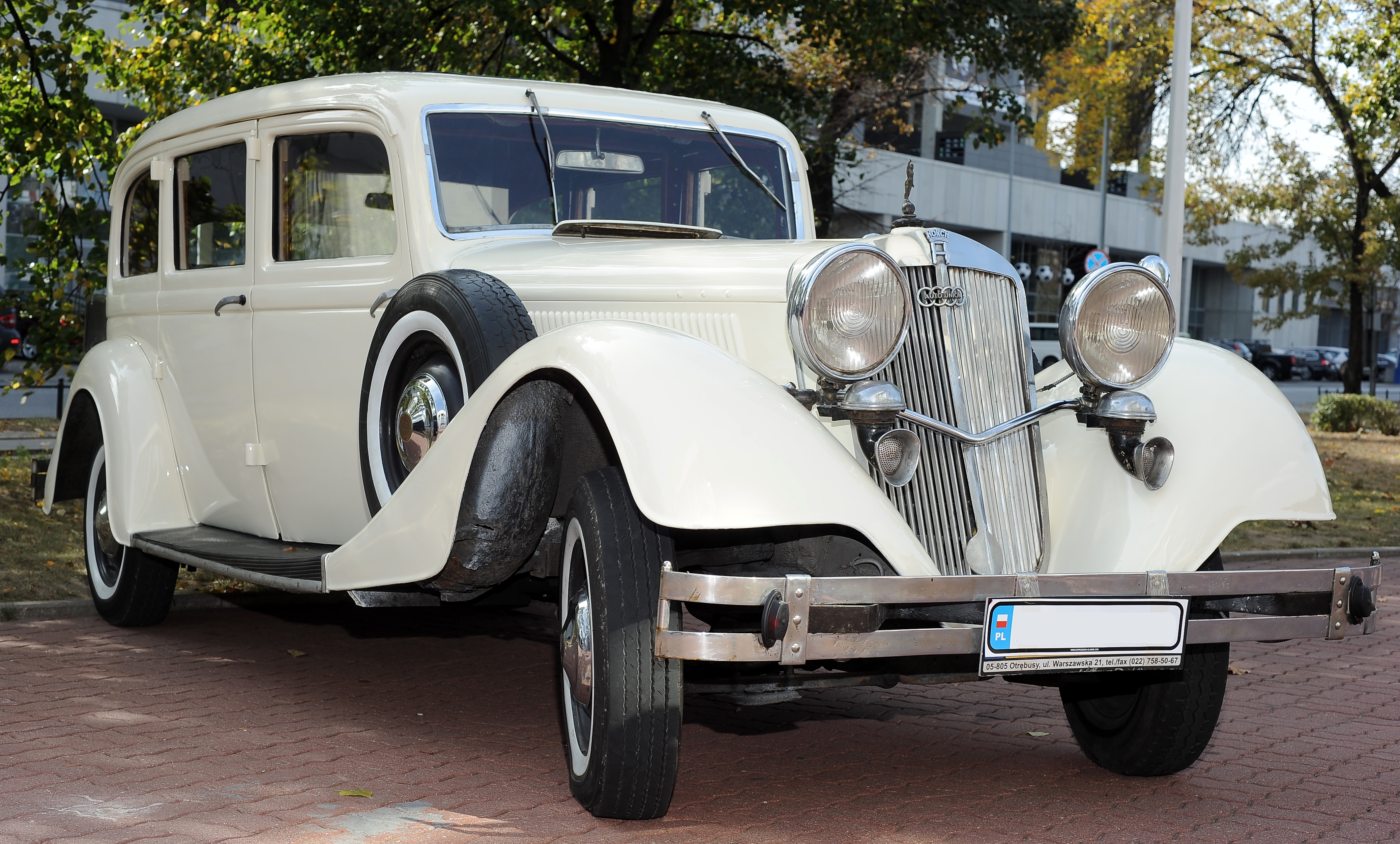
ホルヒ・830

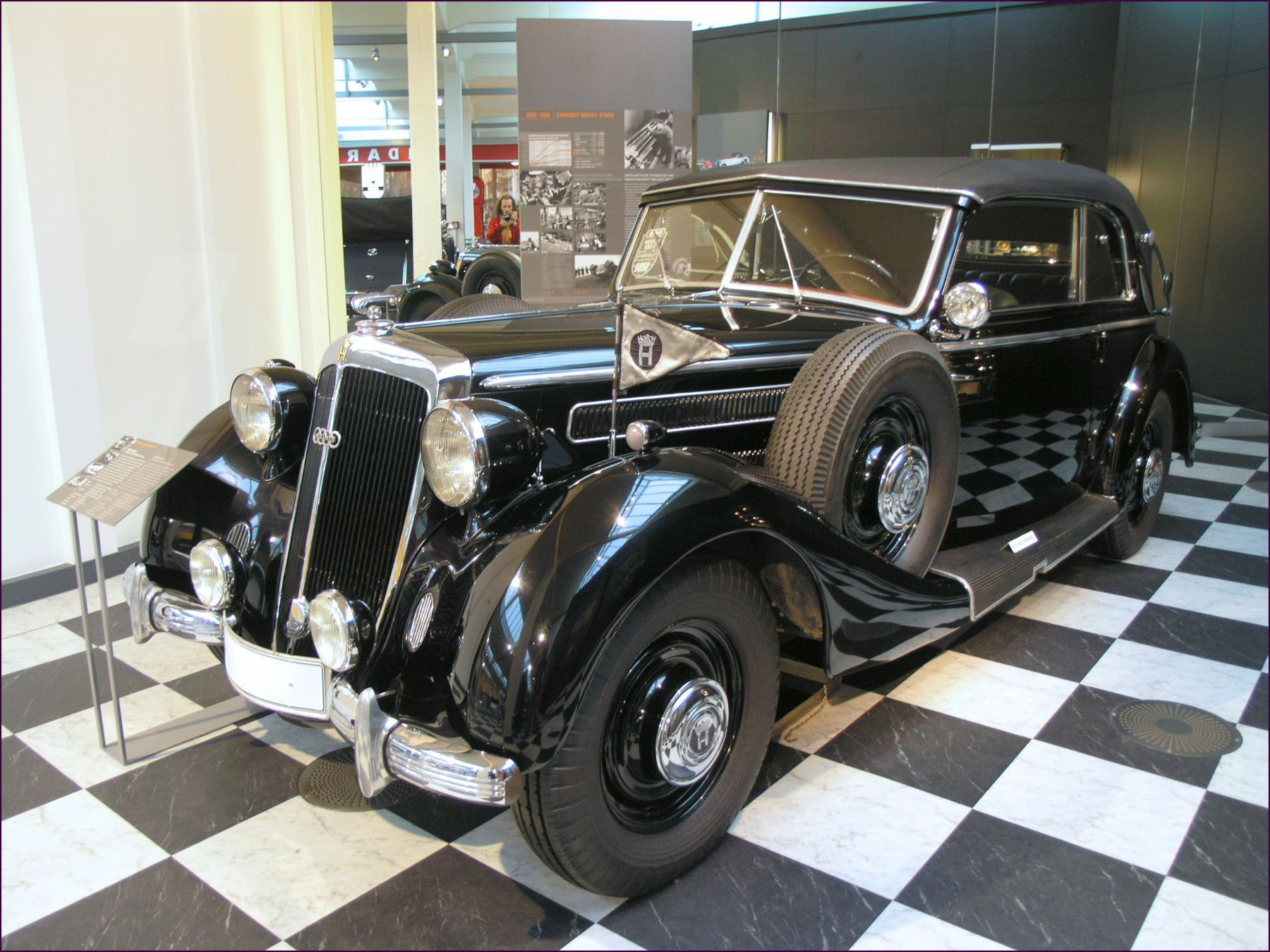
ホルヒ・930

830は、ドイツの自動車メーカー・アウトウニオン（Auto Union）の高級車部門であるホルヒ（Horch）の車種の一つ。

## 概要
ホルヒの最小高級モデル。1935年に発売され、V型8気筒3.5 Lサイドバルブエンジンを搭載、オーバードライブやフルシンクロ付4速ギアボックスは当時として画期的だった。その後1938年からは3.8 Lに排気量を拡大した930が登場、第二次世界大戦に突入した後も生産続行した。

## ラインナップ
- 4ドアサルーン
- 2ドア/4ドアカブリオレ
- ツアラー
- リムジン

## スペック
- エンジン - 水冷V型8気筒SV
- 総排気量 - 3,517 cc
- 最高出力 - 82 ps/3,500rpm
- 最大トルク - 不明
- 全長×全幅×全高 - 5,050 mm×1,780 mm×1,650 mm